# Kuhistan
|  | Per a altres significats, vegeu «Kohistan». |

Kuhistan és una regió del Khorasan al sud de Nixapur fins al Sistan, rodejada per totes parts pel gran desert salat de l'altiplà central iranià, amb diversos grups d'oasis dispersos. Tradicionalment formaven la seva perifèria Nisahpur al nord, Herat a l'est, el Sistan al sud, i el Kirman i Yadz a l'oest; a totes aquestes regions va estar sempre unida la regió per caravanes però era només un lloc de pas, aïllat i amb baixa productivitat de la terra. Generalment els senyors locals exercien l'autoritat. Sempre va dependre de Nixapur o d'Herat i, per tant, mai no fou considerat una denominació geogràfica diferenciada. Es podia distribuir en els següents districtes de nord a sud:
- Turshiz i Turbart-i Haydari (moderna Turbat-i Shaykh Ishak
- Djam, a l'est de l'anterior
- Djunabad
- Khwaf, a l'est de l'anterior, amb la vila de Zawzan
- Tun, amb la comarca de Tabas a l'oest que a l'edat mitjana era considerada fora del Kuhistan
- Kain
- Birdjan

A l'inici de la conquesta àrab aquesta regió estava sota domini dels heftalites. El primer que segons la tradició hi va arribar fou Abd Allah ibn Budayl al-Khuzai, que va marxar cap al Kirman i va conquerir al-Tabasayn (Tabas, que junt a Kurin fou coneguda com "les Dues Portes del Khorasan", i va signar un tractat amb els habitants. El 653 quan Ibn al-Amir va iniciar la conquesta del Khorasan, l'avantguarda manada per al-Ahnaf ibn Kays va creuar el Kuhistan i va derrotar els heftalites. En els anys següents fou teatre d'una revolta nacional sota un cap anomenat Karin, revolta reprimida per Ibn Khazim. El 671 la regió va haver de ser conquerida altre cop per Rabi ibn Ziyad que va lluitar contra els heftalites; després d'aquest temps el Kuhistan fou agregat al Khorasan i forma part del districte anomenat Abarshar que tenia per capital Nisahpur. Sembla que fou refugi de molt zoroastrians.
Al segle ix apareix sota autoritat dels tahírides del Khorasan i més tard dels safàrides. Al segle X la capital i centre comercial era Kain. El 1052 va passar per la regió Nasir-i Khusraw que descriu diverses poblacions que diu que eren força grans i prosperes. Sota els seljúcides va esdevenir refugi pels ismaïlites que van construir alguns castells a imitació del d'Alamut, dels quals queden diverses ruïnes. Els corasmis emprengueren algunes expedicions contra aquestos ismaïlites.
El 1221 els mongols van dominar la regió i van exterminar als ismaïlites; el país es va arruïnar per les destruccions dels mongols. Sembla que en endavant el poder de fet va passar als caps de tribu la major parts sinó tots àrabs. Sota els ilkhans la regió va formar una àrea especial de taxació que junt al Kuhistan abraçava també Khurasan, Qumis, Mazandaran i Tabaristan, en la qual el governador tenia dret a reservar una part important del rendiment de l'impost teòricament per destinar-ho al pagament de les tropes. Uns anys abans de la mort d'Abu Said (no gaire lluny del 1330) el visir Ghiyath al-Din Muhammad ibn Rashid al-Din va prendre mesures per l'abolició d'aquest abus i va demanar el suport de Shaikh Hasan-i Buzurg, feia poc nomenat amir al-ulus; també va requerir suport de Shaikh Ali ibn Ali Qushji i d'Ala al-Din Muhammad Faryumadi, que foren enviats al Khurasan amb aquest proposit el primer com a governador. Esls principals perjudicats per la mesura foren Togha Temur, Amir Arghun Shah, el cap del Ja'un-i-Qurban i Abd-Allah ben Mulai, el senyor del Quhistan. El 1337, després d'una breu aliança entre Qushji i Arghun Shah que no va durar, el primer fou derrotat junt amb Togha Temur per Hasan Buzurg, i en la seva fugida fou capturat per Arghun Shah i executat. Arghun Shah va buscar l'alianza de Hasan Buzurg però sembla que no la aconseguir i el jalayírida va nomenar governador de Khurasan incloent Mazanderan i Kuhistan, a Muhammad-i Mulay que devia pertànyer a la família de caps del Kuhistan; Hasan Buzurg va mantenir un cert respecte per Togha Temur però va intentar controlar Khurasan però tampoc se'n va sortir i el seu governador Muhammad-i Mulai fou derrotat i mort per les forces d'Arghun Shah. Pel seu costat Hasan Buzurg, derrotat pels cobànides, es va acostar al kan Togha Temur (estiu del 1338) que va fer un nou intent cap a l'oest (1339) igualment fracassat com el de 1337 i Hasan Buzurg, desconfiant del kan, es va entendre amb els cobànides, mentre Togha Temur s'havia de retirar a Gurgan. El 1341 (i fins al 1343/1344) Hasan Buzurg va tornar a reconèixer al kan i per aquest temps gran part del Kuhistan apareix sota influència dels kart d'Herat, després que el Malik Muizz al-Din Husayn derrotés a l'amir Saltinmish de Kuhistan, que es va haver de refugiar a Transoxiana. El príncep de Kuhistan, Sutelmish (català Sutelmix), cansat de les guerres amb els kart d'Herat, va fer una estreta aliança amb Muhammad Khoja Apardi i van reunir un exèrcit per atacar a Malik Muizz al-Din Husayn d'Herat. Aquest per la seva part també va reunir les seves forces. Muhammad i Sutelmish van fer el jurament de que nomes veure al malik d'Herat correrien cap a ell sense aturar-se per res fins a arribar al seu costat i tallar-li el coll. Les forces dels kart es van desplaçar cap al riu Murghab, al Gharčistan, al nord-est d'Herat i es van trobar amb els turcomongols a la plana de Yapaghu; els dos aliats van intentar portar a terme el jurament corrent a cavall amb el sabre a la ma cap el seu enemic; però les fletxes enemigues els van aturar i els van deixar morts sobre la plana; l'exèrcit turcmongol sense caps, va abandonar el camp de batalla. Els kart van governat aleshores Khurasan, Ghur, Gharjistan i Kuhistan, però foren eliminats per Tamerlà el 1383.
Vers el 1396 Abdallah ibn Mulai (personatge diferent del seu homonim dels anys 1330) és esmentat quant va aconseguir fer-se independent al Kuhistan del sud amb seus a Raqa i Halvan, però no devia durar gaire temps.
El 1413 Iskandar d'Esfahan va enviar un contingent que va entrar al Kuhistan amb la idea d'ocupar-lo, però els habitants, advertits de la seva arribada, els van atacar i els van fer fugir.
Els safàvides hi van posar imposar certa autoritat al final del segle xvi i al XVII però després de la mort de Nadir Shah foren l'emir de Tabas i l'emir de Kain els que van exercir el poder i el territori s'orientava cap a l'Afganistan fins que a la meitat del segle xix el van sotmetre els qajars i els emirs van conservar el poder com a governadors i van rebre pomposos títols de la cort. Vers el 1900 els emirs de Kain (que pretenen ser descendents de la tribu àrab dels Khuzayma i parents d'una família que governava a Sistan) es van traslladar a Birdjan; en aquest moment l'emir de Tabas dominava el districte de Djubnabad (capital Djunayn). El 1900 Kain tenia 4000 habitants
Modernament el tipus de població sedentària sembla antic amb un dialecte persa (dues varietats dialectals la de Turshiz i Djunabad i la de Kain, Tun i Birdjan) amb poques particularitats. S'hi troben descendents dels ismaïlites que encara reconeixen al Agha Khan, alguns bahais, i bastants afganesos sunnites; els nòmades són àrabs sunnites; alguns turcmans viuen al nord i alguns balutxis al sud (que a l'estiu pasturen a Sistan).
El 2004 es va crear la província de Khorasan del Sud, amb capital a Birjand, que a grans trets abraça el Kuhistan.